# Gold Coast United FC
Gold Coast United FC is een Australische voetbalclub uit Robina, een voorstad van Gold Coast in de staat Queensland. Het thuisstadion is Robina Stadium, dat een capaciteit van 27.400 plaatsen heeft. De club speelt vanaf 2017 in de National Premier League Queensland, een staatscompetitie.

## Geschiedenis
Gold Coast United FC werd in augustus 2008 opgericht nadat het was goedgekeurd als nieuwe club in de A-League. De club zal vanaf 2009 meespelen in deze competitie. Op 5 april 2012 werd beslist dat Gold Coast United FC niet mag deelnemen aan het nieuwe seizoen in de A-League. In 2017 werd de club heropgericht en ging vanaf het seizoen 2018 spelen in de National Premier League Queensland. Sinds de heroprichting speelt Gold Coast United FC in het Nederlandse sportmerk Masita.

## Bekende (oud-)spelers
- Paul Beekmans
- Bas van den Brink
- Jason Culina
- Peter Jungschläger
- Maceo Rigters

Zie ook: Lijst van spelers van Gold Coast United FC
Adelaide United · Brisbane Roar FC · Central Coast Mariners · Macarthur FC · Melbourne City FC · Melbourne Victory · Newcastle United Jets · Perth Glory · Sydney FC · Wellington Phoenix FC · Western Sydney Wanderers · Western United

Opgeheven: Gold Coast United FC (heropgericht in 2017) · New Zealand Knights · North Queensland Fury (heropgericht in 2012)